# 北谷城
北谷城（ちゃたんじょう）あるいは 北谷グスク（ちゃたんグスク）は沖縄県北谷町にあるグスク。13世紀後半から16世紀前半にかけて中山の拠点になった。1945年の沖縄戦から米軍基地キャンプ瑞慶覧の敷地内にあったが、2013年の合意後、沖縄戦から75年目の2020年3月31日に日本に返還された。北側にはキャンプ桑江、南側にキャンプ瑞慶覧がある細長い区域に位置する。国の史跡に指定されている。

## 概要

### グスク時代
北谷城は13世紀後半から16世紀前半にかけて中山の拠点として琉球王国成立後まで存続した。別名 「 大川グスク 」 または 「 池グスク 」 とも呼ばれている。規模が大きく、首里城跡、今帰仁城跡、糸数城跡、南山城跡に次ぐ大きさのグスクとみられており、有力な按司の城であったと思われるが、戦後75年間米軍基地の中にあったため、調査もほとんど進行しておらず詳しいことはわかっていない。丘陵の幅は100～150mで、東西に延びる琉球石灰岩からなる丘陵を取り囲んで築かれ、東側から、一の郭、二の郭、三の郭、四の郭、となり、面積は15,000m2にわたる。
古くは金満（かねまん）という按司の居城だったと伝えられ、グスク北側斜面に金満お墓と伝わる洞穴墓がある。金満按司は大川按司に、また大川按司は谷茶大主に滅ぼされたと伝わっている。久手堅親雲上作の演目「大川敵討」の舞台にもなっている。
伝承によると、尚寧王時代、慶長14年 (1609年) 薩摩が進攻するに当り、雍肇豊佐敷筑登之興道 (佐敷興道) が琉球王府から派遣され、薩摩軍との激戦を繰り広げたといわれる。興道は4月1日、首里城が陥落したとの報を受け、悲憤し自害したと伝えられる。

### 近現代
日本軍の秘匿壕が城郭北側の斜面に構築されていた
1945年4月1日、沖縄戦で北谷は米軍の上陸地点となる。北から南まで巨大な米軍基地がひしめく一帯となり、北谷グスクはキャンプ瑞慶覧内に接収された。
2013年4月5日、嘉手納以南の基地返還計画において「キャンプ瑞慶覧・施設技術部地区の一部」として2019年以降の返還が合意された。
2017年、返還が合意された一方で、北谷城の文化財調査は米軍により拒否され、それにより北谷城跡の国指定に向けた調査が進まず、北谷町は、文化財保護、跡地利用計画等の推進、まちづくりに大きな影響を与えているとして抗議の決議文を決議した。
2018年、米軍は北谷町に対し3月20日から31日までの11日間の立ち入り調査を許可した。
2020年3月31日、北谷城の遺構は沖縄戦から75年目に返還された。11月20日、文化審議会は北谷城跡を国の史跡に指定するよう答申した。

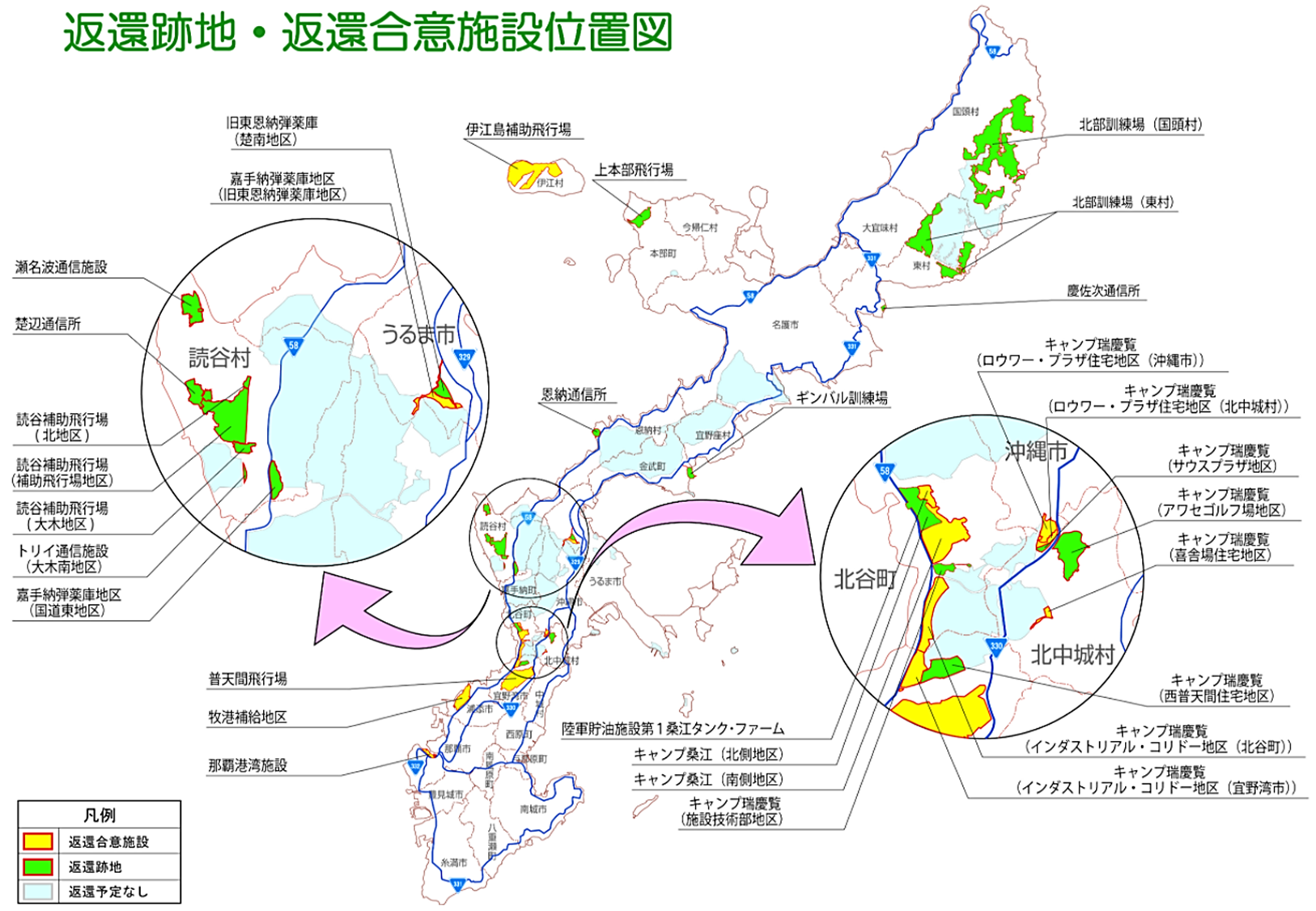
右側の円がキャンプ瑞慶覧。

## 北谷城の返還

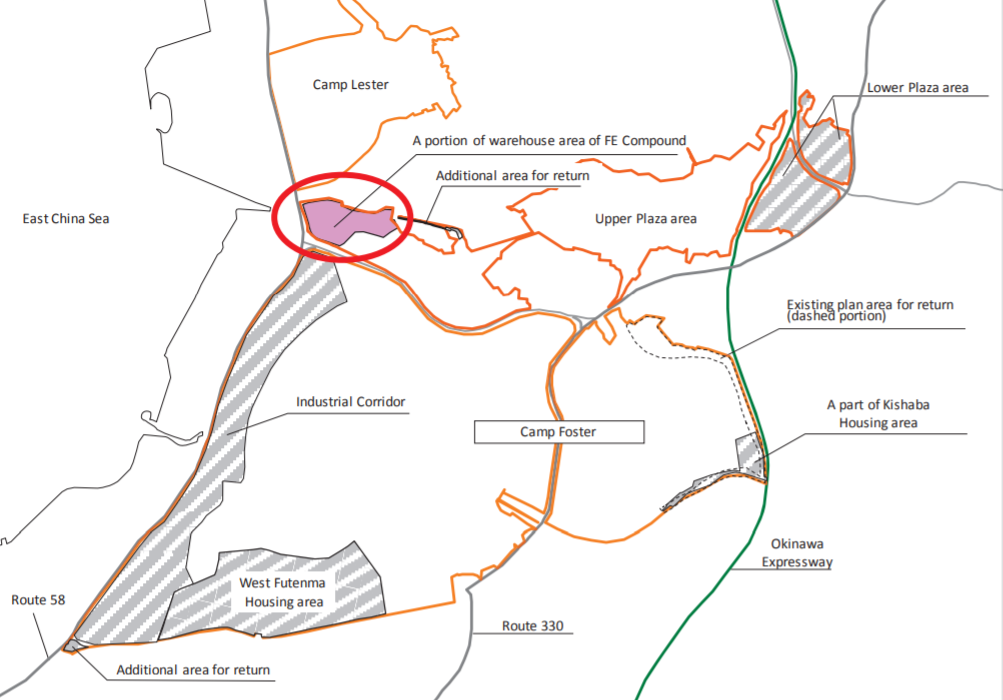
キャンプ瑞慶覧区倉庫地区の一部 (約10ha) の返還は2020年に完了した。

### キャンプ瑞慶覧 施設技術部地区の一部
北谷城の遺構が指定された返還区域の約6割を占める。
- 区域: キャンプ瑞慶覧
- 面積: 施設技術部地区 約10ha + 白比川沿岸区域 約0.4ha

- 返還条件: 海兵隊コミュニティサービス (MCCS) の庁舎（管理事務所、整備工場、倉庫等）のキャンプ・ハンセンへの移設
- 返還予定: 2019年度あるいはそれ以降
- 返還完了: 2020年3月31日

2013年4月5日の嘉手納以南の基地返還計画において返還対象区域となった。返還条件として海兵隊の福利厚生業務を行う MCCS 庁舎のキャンプ・ハンセンへの移設が完了し、2020年3月31日に返還されることが決まった。この10haのうち写真に見るように、その大半6haを北谷城の遺構が占めている。北谷城は首里城跡、今帰仁城跡、糸数城跡、南山城跡に次ぐ大きさのグスクとみられており、この規模のグスクが沖縄戦から75年目にしてやっと返還されたことになる。

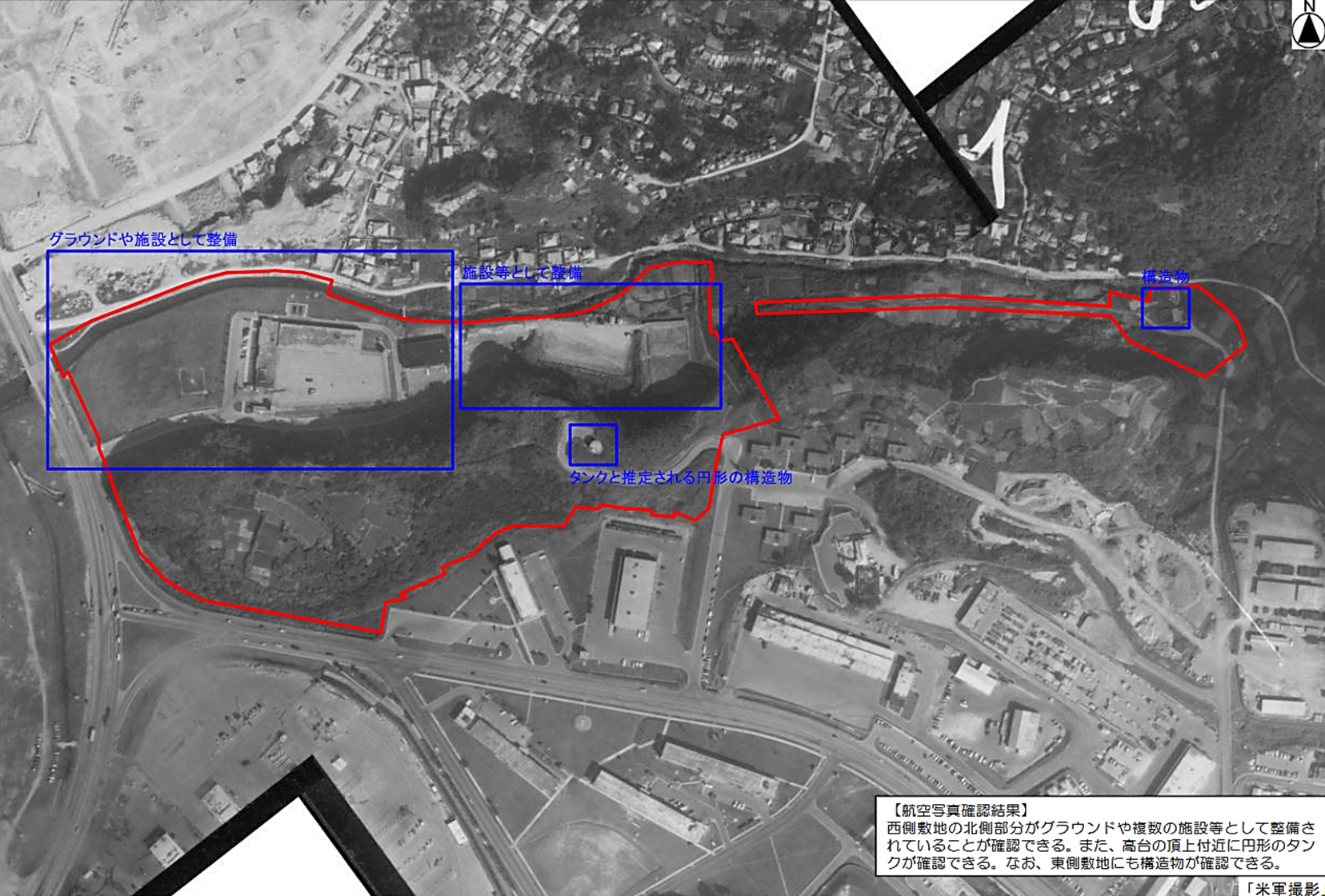
1962年7月3日に米軍が撮影した北谷城とその周辺の写真。

### 基地のなかの北谷城
1945年4月1日の米軍上陸以来、軍事占領の継続として米軍基地キャンプ瑞慶覧 (キャンプ・フォスター)の一部となる。以下、沖縄防衛局の報告書から年代別に使用経過をたどる。
- 1944年9月29日、十・十空襲の前に米軍が撮影した写真からは、南側に伝道集落が並び、周囲に整然と開墾された田畑がひろがり、四の郭あたりにも若干の田畑があることがわかる。
- 1947年5月12日、米軍の空撮記録から、北西の敷地が造成され、また東側に道路を通していることがわかる。1955 年頃、ランドリー（グラウンド付近）が建設された。
- 1962年7月3日、米軍の空撮記録から、北西にグラウンドや複数の施設等、また城郭の頂上付近に円形のタンク、東側敷地にも構造物が確認できる。西側にソフトボール場（ランドリー跡）、家具修理場（旧刑務所）、特捜隊（MP）本部、中央部は射撃場として使用されていた。
- 1977年11月24日、西側敷地の北側部分に新たな構造物、また東側に鉄塔が確認できる。城郭は完全に樹木に覆われている。
- 1993年9月10日、西側の建物一部が解体され、また中央北では重機による何らかの工事が行われている。
- 2010年9月27日、西側敷地のうちの建物跡や射撃場があった跡地が樹木に覆われていることが確認できる。
- 2020年、返還に際した沖縄防衛局の調査では、旧射撃場などが草木に覆われ、コンクリートガラや洗濯機などが廃棄されている状態が確認された。幸いにも大きな遺構の破壊は免れていた。

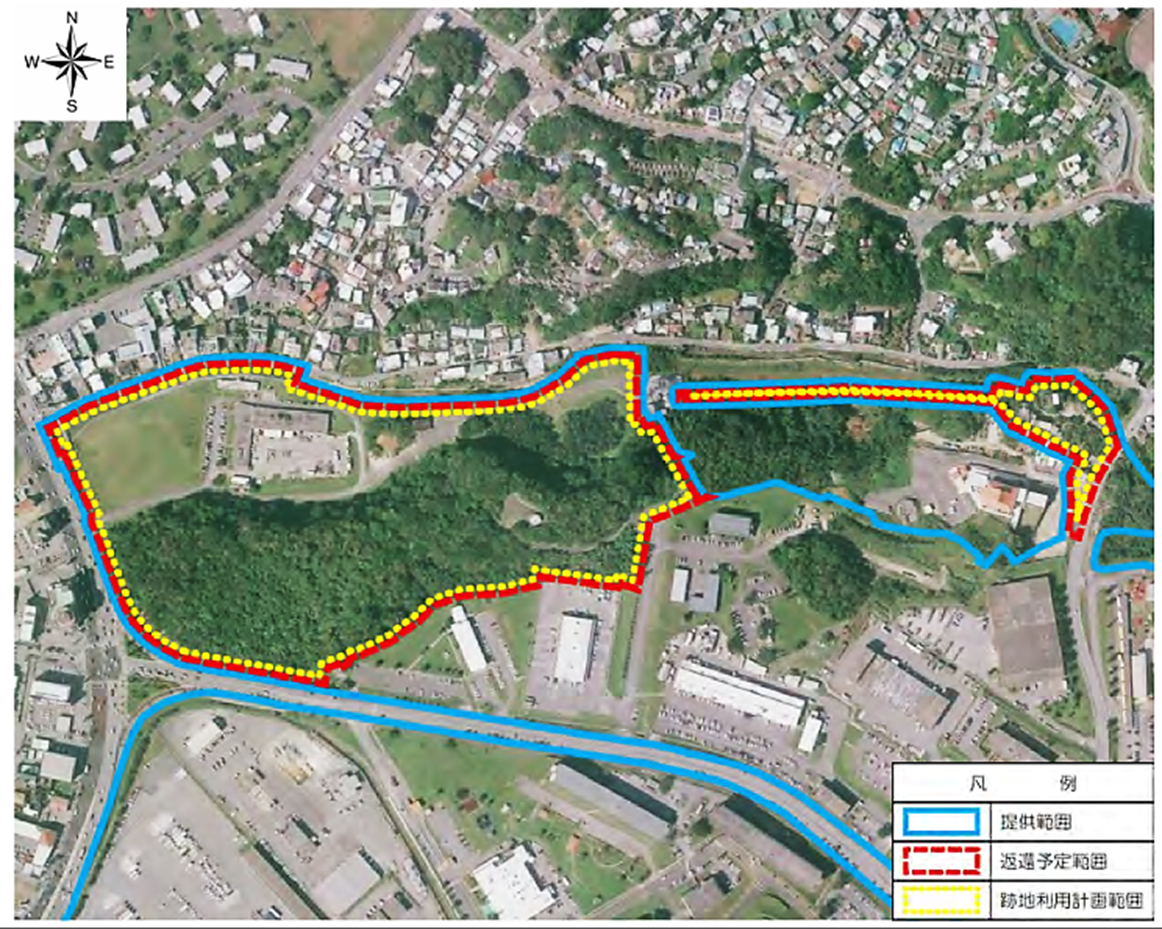
黄ラインが2020年に返還された地域。青ラインで囲まれた部分はキャンプ瑞慶覧。また北谷城の北にはキャンプ桑江の米軍住宅が広がっている。

## 北谷城の遺跡群
北谷城
民間の伝承によると、古くは金満按司、大川按司・北谷按司の三系統の按司たちの興亡があったことが伝えられている。14世紀ごろに本格的な築城がなされ、15世紀に繁栄を迎え、16世紀ごろには廃城になったのではないかと考えられているが、グスク時代初期の士坑墓も、キャンプ桑江から北谷城、キャンプ瑞慶覧にかけて多く発掘されており、詳しい調査研究は今後に委ねられている。
西側の一の郭の面積は約800m2。一の郭グスクでは御内原といい、王とその家族を世話をする女官らの場であるが、北谷城ではいまだ建物跡などは発見されていない。
二の郭は1,500m2で、殿合跡の礎石をもつ建物跡が発見されている。
三の郭の面積は約3,200m2でその前面広場の南東には、殿とよばれる拝所がある。
四の郭の面積は約9,600m2で、出入口付近には城門跡が発見されている。この地域はまだほとんど調査はおこなわれていない。
北谷城からの出土遺物としては、グスク土器・青磁・白磁・掲和陶器・カムィ焼・ 瓦質土器・鉄製品・鋼製品・古銭などの人工遺物や貝殻などが発掘されている。青磁は中国産のものと韓国の高麗産のものが出土し、日常の食器として使用されていたと考えられる。茶器として天目茶碗も数多く出土しており、 北谷城の按司たちがお茶会を頻繁に催していたのではないかとも考えられる。
城下町
北谷城門の南側には、北谷三箇といわれた北谷、玉代勢、伝道の三箇の集落がグスクの城下町を形成していた。キャンプ瑞慶覧のなかに接収されている。
拝所

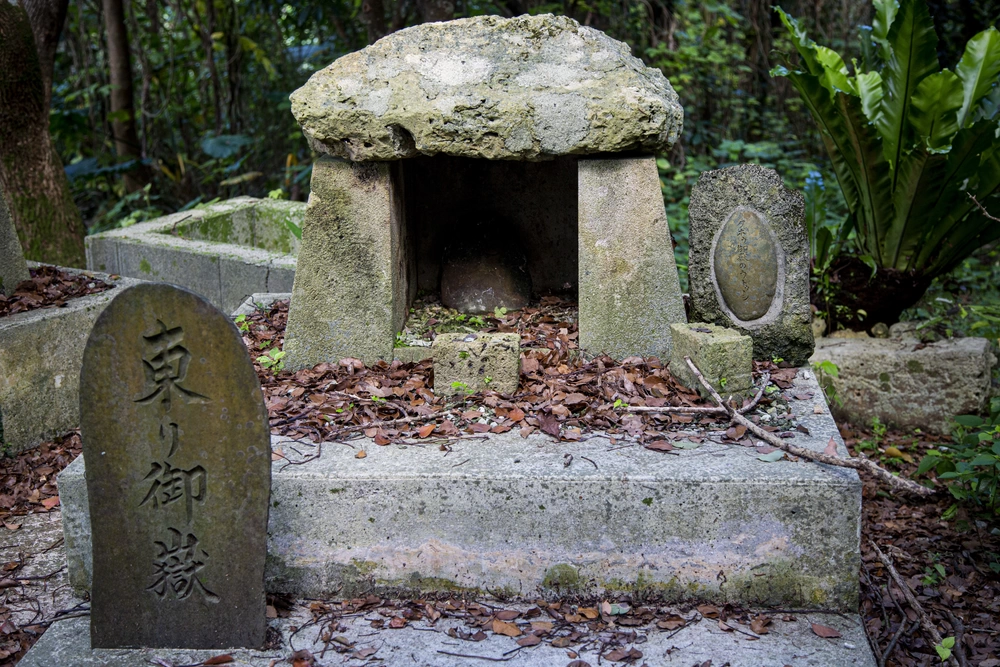
東リ御嶽 (米海兵隊撮影)

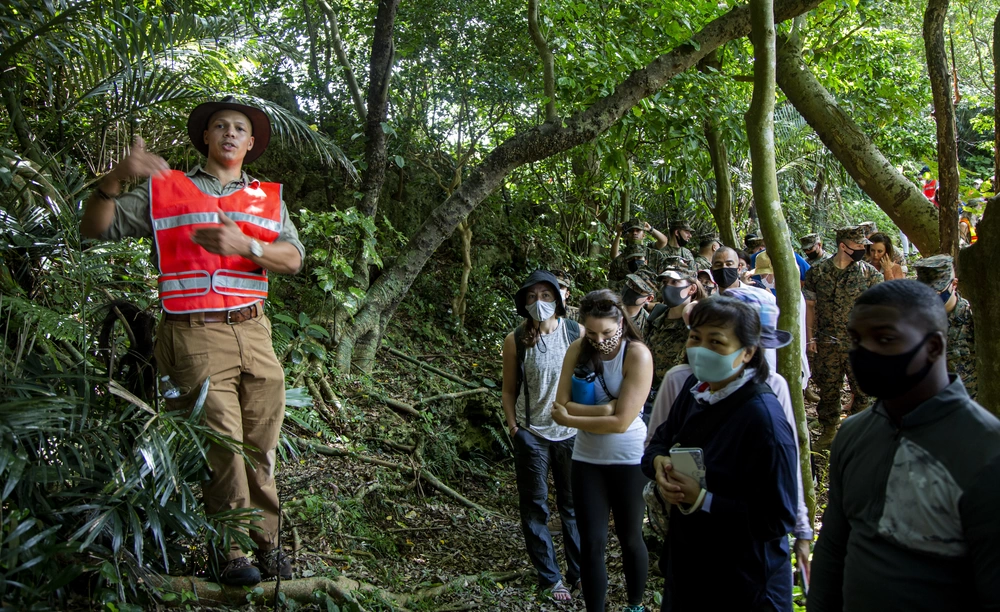
米海兵隊の人員が、北谷城遺跡と12のそれぞれの遺構を案内している。(2021年5月14日)

- 東リ御嶽 (あがりのうたき) : もともとは中央部タンクの右側に東リ御嶽があり、稲の収穫を感謝する行事「ウマチー」などが北谷ノロと北谷三箇によって祝われた。米軍の占領後、キャンプ瑞慶覧内の長老山に移設されたが、1993年12月に北谷グスク三の郭南側に移設された。5月ウマチーと6月ウマチーがあり、北谷ノロ殿内の家人や旧字北谷郷友会による祈願がおこなわれている[18]。
- 殿 (とぅん) : 三の郭に位置し、北谷ノロが祭祀を行っている拝所
- 西御嶽 (いりのうたき) : 1993年12月に北谷グスク西端丘陵部に再建された。現在、この西御嶽には13個の香炉が安置されており、「十三神」あるいは「十三香炉」とも呼ばれてる。北谷ノロ殿内の家人は、十二支とそれを一つに結ぶ火ヌ神であるという。戦前はこの西御嶽への出入りはノロ (ヌール) だけが許され、一般の女性や男性の立入は固く禁じられていた。戦前の拝みは、北谷三箇（北谷・伝道・玉代勢）が合同で行う北谷大綱引き（13年マールの寅年6月25日）に先立っての、メーウガミ（6月23日の綱引き安全祈願）の日だけは人々の入場を許したという[19]。
- グスク火ヌ神 (ひぬかん) : 西御嶽の手前にあり、西御嶽に入る前に拝した。
- 北谷塩川 (北谷スーガー) : 北谷グスク西側麓の井戸。このカーは現在、コンクリート造の建物のなかに保存されている。グスクグサイニーガとも呼ばれ、戦前までは、字北谷の人々が生活用水や正月の若水を取るカーとして使用していたという。正月3日のハチウビーと、8月11日のカーウビーに北谷ノロ殿内の家人による拝みが行われている。

池グスク
池グスクは北谷城の出城であったとされるグスクで、北谷城の北側に白比川を挟む形で東西に延びる標高17メートル前後の丘陵。1905年には池グスクを破壊することなく、その下に伝道集落と桑江集落を結ぶ「北谷トンネル」が掘られていたが、1944年、日本軍によって軍用道路建設のために爆破破壊され、現在では宅地造成でその痕跡は止めていない。池グスクはまた北谷城と同様に慶長の役の攻防が伝承として残されているが、その範囲や施設、文物等の痕跡を示す資料はみられない。大川按司の墓が丘陵崖下にあり、他所に移転されている。
北谷城遺跡群
北谷城遺跡群は北谷城の丘陵部に分布する各期の遺跡12ヶ所を総称している。南側は二段の崖からなっていて、そのふもとの斜面に北谷城と関わりのある伝道集落が位置していた。この丘陵を形成している琉球石灰岩は、全体的に南西に傾斜していて、これを水源とする旧伝道集落内のノロガーと、塩川と呼ばれるカーがある。
北谷城第7遺跡
北谷城の南側のふもと、キャンプ瑞慶覧の第4ゲートの入口の真向かいに当たる。出土遺物は青磁・白磁・陶器・須恵器・土器・鉄製品・古銭・石器・貝製品等の人口遺物などが発見されている。出土資料から15から16世紀ごろまでに堆積したものと思われる。
塩川原遺跡
塩川原遺跡は、北谷交差点から東へ約300メートルほどのキャンプ瑞慶覧内に位置するグスク時代の遺跡。1995年の試掘調査で土器、青磁、貝殻など約50点が出土した。
吉原東角双原遺物散布地
山川原古墓群